# Richard Bradley
Richard Bradley (ur. 17 sierpnia 1991) – singapurski kierowca wyścigowy pochodzenia brytyjskiego.

## Kariera

### Formuła BMW
Bradley rozpoczął karierę w wyścigach samochodowych w roku 2010, od startów w Pacyficznej Formule BMW. Spośród 15 wyścigów wygrał siedem, a dziewięciokrotnie stawał na podium. Uzbierane 217 punktów pozwoliło mu pokonać wszystkich rywali i zdobyć tytuł mistrzowski.

### Formuła 3
W 2011 roku Richard przeniósł się do Japońskiej Formuły 3, gdzie dwukrotnie stawał na podium. Dorobek 36 punktów dał mu piątą pozycję. Rok później w tej samej serii stawał na podium już sześć razy. Dało mu to awans o jedną pozycję w porównaniu z poprzednim sezonem. W sezonie 2012 Brytyjczyk zaliczył także gościnne starty w Europejskiej Formule 3 z brytyjską ekipą Carlin.

## Statystyki
| Sezon | Seria                                                    | Zespół              | Wyścigi | Zwycięstwa | PP | NO | Podium | Punkty | Pozycja |
| ----- | -------------------------------------------------------- | ------------------- | ------- | ---------- | -- | -- | ------ | ------ | ------- |
| 2010  | Pacyficzna Formuła BMW                                   | Eurasia Motorsport  | 15      | 7          | 2  | 3  | 9      | 217    | 1       |
| 2011  | Japońska Formuła 3                                       | Petronas Team TOM’s | 14      | 0          | 0  | 0  | 2      | 36     | 5       |
| 2011  | Grand Prix Makau                                         | Petronas Team TOM’s | 1       | 0          | 0  | 0  | 0      | N/A    | 9       |
| 2011  | FIA Formula 3 International Trophy                       | Carlin              | 3       | 0          | 0  | 0  | 0      | 0      | NS†     |
| 2011  | FIA Formula 3 International Trophy                       | Petronas Team TOM’s | 3       | 0          | 0  | 0  | 0      | 0      | NS†     |
| 2012  | Japońska Formuła 3                                       | Petronas Team TOM’s | 15      | 0          | 0  | 1  | 6      | 52     | 4       |
| 2012  | Europejska Formuła 3                                     | Carlin              | 2       | 0          | 0  | 0  | 0      | 0      | NS†     |
| 2013  | Japońska Super Formula                                   | KCMG                | 7       | 0          | 0  | 0  | 0      | 0      | NS      |
| 2013  | FIA World Endurance Championship Trophy for LMP2 Drivers | KCMG                | 1       | 0          | 0  | 0  | 0      | 0      | NS      |
| 2013  | Asian Le Mans Series – LMP2                              | KCMG                | 2       | 1          | 0  | 0  | 2      | 40     | 5       |
| 2013  | Japońska Super Formula – Fuji Sprint Cup                 | KCMG                | 1       | 0          | 0  | 0  | 0      | N/A    | 17      |
| 2014  | 24h Le Mans – LMP2                                       | KCMG                | 1       | 0          | 0  | 0  | 0      | N/A    | NS      |
| 2014  | FIA World Endurance Championship Trophy for LMP2 Drivers | KCMG                | 8       | 3          | 1  | 0  | 6      | 130    | 3       |
| 2014  | FIA World Endurance Championship                         | KCMG                |         |            |    |    |        | 30     | 13      |
| 2014  | Asian Le Mans Series – LMP2                              | Eurasia Motorsport  | 2       | 0          | 1  | 1  | 1      | 19     | 6       |
| 2015  | 24h Le Mans – LMP2                                       | KCMG                | 1       | 1          | 1  | 0  | 1      | N/A    | 1       |

† – Bradley nie był zaliczany do klasyfikacji kierowców.